# کتیبه پهلوی دروای زرین‌دشت
این کتیبه پهلوی ساسانی در تپه‌های مجاور روستای دروای از توابع بخش مرکزی شهرستان زرین‌دشت در استان فارس ایران قرار دارد. وجود این کتیبه نخستین بار در سال ۱۳۹۹ توسط میرزا محمد حسنی و رضا کلانی گزارش شد و سپس در سال ۱۴۰۰ از سوی سازمان میراث فرهنگی به شماره ۳۳۴۰۳ ثبت ملی شد. کتیبه مورد بحث سه خطی است. کتیبه سه خطی و ارتفاع آن از سطح زمین ۳۰/۲ سانتی‌متر و طول کتیبه ۱۰/۱ سانتی‌متر و ارتفاع آن ۵۰ سانتی‌متر است.